# Auguste Prudhomme
Pour les articles homonymes, voir Prudhomme.
Marie, Antoine, Auguste Prudhomme, né le 6 mars 1850 à Bourgoin-Jallieu et mort le 13 octobre 1916 à Grenoble, est un archiviste et historien français.

## Biographie

### Études
Auguste Prudhomme fait ses études secondaires à Paris, au petit séminaire Saint-Nicolas-du-Chardonnet. En 1873, il entre à l'École des chartes, dont il sort diplômé en 1877 après avoir soutenu une thèse sur le Conseil delphinal.

### Archiviste
À la fois archiviste paléographe et licencié en droit, il entre en juillet 1908 dans l'administration des archives comme archiviste de Marseille. Il y reste une année avant d'être nommé archiviste départemental de l'Isère, poste où il reste jusqu'à sa mort en 1916.

### Responsabilités et activités associatives
Auguste Prudhomme est membre de plusieurs sociétés savantes. Il est membre non résident du Comité des travaux historiques et scientifiques (1881-1913), membre correspondant de l'Académie des inscriptions et belles-lettres (1912-1916).
En 1904, il est le premier président de l'Association des archivistes français, fonction qu'il occupe jusqu'en 1908.
Il est aussi secrétaire perpétuel d'Académie delphinale. Il occupe le siège 41 de 1880 jusqu'à son décès en 1916.

## Publications
- Histoire de Pierre Terrail, seigneur de Bayard, 1879.
- « Les Juifs en Dauphiné au XIVe et XVe siècles », Bulletin de l'Académie delphinale,‎ 1882.
- Inventaire sommaire des archives départementales antérieures à 1790, t. I, II, III, IV, 1884-1908.
- « Le Trésor de Saint-Pierre-de-Vienne », Bulletin de l'Académie delphinale,‎ 1885.
- Inventaire sommaire des archives communales antérieures à 1790., vol. 4, Ville de Grenoble, 1886-1924.
- Histoire de Grenoble, 1888.
- Catalogue général des manuscrits des bibliothèques publiques de France : départements., t. VII, Ministère de l'instruction publique et des beaux-arts, 1889.
- Inventaire sommaire des archives historiques de l'hôpital de Grenoble, 1892.
- « De l'origine et du sens des mots Dauphin et Dauphiné, et de leur rapport avec l'emblême du dauphin en Dauphiné, en Auvergne et en Forez », Bibliothèque de l'École des Chartes,‎ 1893.
- « Du commencement de l'année et de l'indiction en Dauphiné », Bulletin historique et philologique,‎ 1898.
- Étude historique sur l'assistance publique à Grenoble avant la Révolution, t. I, 1898.
- Les archives de l'Isère, 1790-1899, 1899.
- Un nouveau chapitre de l'histoire de la Révolution en Dauphiné : Le fédéralisme dans l'Isère et Français de Nantes, juin-juillet 1793, 1907.

## Distinctions

### Décorations
- Chevalier de la Légion d'honneur, 1900[5].
- Officier de l'Instruction publique, 1893[5].

### Hommages
La rue où se trouve le bâtiment des Archives municipales et métropolitaine de Grenoble porte son nom.